# Mintty
Mintty is een opensource-terminalemulator voor Cygwin, een Unix-achtige omgeving voor Windows. Het biedt een Windowseigen gebruikersinterface en heeft geen X-server nodig. De terminalemulator zou compatibel moeten zijn met xterm.
Mintty is gebaseerd op de terminalemulatie- en frontendonderdelen van PuTTY, maar verbetert deze in vele opzichten, bijvoorbeeld met betrekking tot de xterm-compatibiliteit. Het is geschreven in C. De POSIX-API van Cygwin wordt gebruikt om te communiceren met processen uitgevoerd met mintty, terwijl de gebruikersinterface wordt geïmplementeerd met de Windows API. Het programmapictogram komt van Konsole.
Voordelen tegenover de standaard console van Cygwin zijn onder andere een flexibelere gebruikersinterface en een leven de Unix-standaarden en conventies beter na. Omdat het niet gebaseerd is op de standaard Windowsterminal werken programma's die speciaal voor Windows geschreven zijn niet in mintty.
Oorspronkelijk was de spelling van het project "MinTTY", analoog aan PuTTY. Het werd later hernoemd naar "mintty", dat beter aansloot bij de minimalistische benadering van het project.
De softwarepakketten van mintty worden meegeleverd met Cygwin en ook met MSYS (een meer minimalistische Unix-omgeving gebaseerd op Cygwin).